# Соколски дом (Сомбор)
Соколски дом је изграђен 1927. године у стилу средњовековне српско-византијске архитектуре са декоративним елементима неоморавске школе и налази се у Сомбору и годинама је средиште спортског живота у граду.
Подигнут је као потреба већ високо развијеног спорта, са дугом традицијом у граду и околини. Дело је архитекте Јована Јосифа Базлера, пројектован 1925. а сазидан 1927. године. Датум завршетка исписан је у малтеру на фасади улаза.

## Локација
Соколски дом се налази у Сомбору, на Венцу војводе Петра Бојовића, на броју 11.

## Историјат
У Сомбору је још почетком седамдесетих и током осамдесетих година 19. века почео да се развија организован спортски и такмичарски и спортски живот.
Сомборски Срби су још 1907. године почели да раде на оснивању српског "Сокола", а истовремено су тражили и помоћ за изградњу дома. Године 1912. основан је још један српски "Соко" у Сомбору. Рад ових соколских друштава престао је почетком Првог светског рата.
Након рата у новоствореној Краљевини СХС јачао је соколски покрет. На традицији већ развијеног спортског живота у граду, соколски покрет је у Сомбору брзо заживео. Сомборско соколско друштво основано је 1919. године.
Сомборско соколско друштво помогло је тих година оснивање соколских друштава у околним селима и варошицама (Стапару, Станишићу, Сонти, Апатину и Оџацима).
Пре изградње Соколског дома сомборски соколи су вежбали у школским вежбаоницама (Гимназија, ОШ Браће Михајловић, Мушка вежбаоница) и тек саграђеном Официрском дому, као и у градским дворанама и просторијама разних сомборских удружења (Певачког друштва, Занатлијског удружења, Српске читаонице и Римокатоличког момачког удружења).
Први плац за изградњу Соколског дома Друштву је поклонила Бачко-бодрошка жупанија, али је ускоро, то земљиште затребало Жупанији. Градске власти даровале су сомборским соколима други плац, на Венцу Петра Бојовића, са зградом за чији је материјал, након рушења, Соколско друштво добило 170.000 динара. Посед који су добили био је, у 19. веку, у власништву породице Естергоми.
Жупанија је за изградњу Соколског дома даровала још новца, скупљени су и прилози многобројних Сомбораца, сомборских институција и удружења, те су прикупљена довољна средства за почетак градње.
Одбор за изградњу Соколског дома је изабран почетком 1925. године а у Управни одбор сомборског Соколског друштва прихватио је у јуну 1925. године заједнички архитектонски нацрт који су сачинили инж. Владислав Сабо и Јохан Базлер мл. из Сомбора, који је, према примедбама Одбора, почетком јула инжењер Базлер незнатно изменио.
Градња је поверена Јохану Базлеру почетком 1926. године.
Темељ је свечано положен 18. априла 1926. године, а градња је довршена половином јануара наредне године. Како уговорен предузимач до договорених, па ни до продужених рокова није завршио градњу дома, уговор с њим је раскинут, а градњу је довршило Соколско друштво из помоћ надзорног инжењера Михајла Дракулића.
Набавку справа и опреме помогли су Жупанија и град, као и појединци својим прилозима, а свечано отварање приређено је 5. јуна 1927. године (датум завршетка исписан у малтеру на фасади улаза), уз слет Бачке соколске жупе „Светозар Милетић“, на коме су учествовали и гости из Банатске, Београдске и Осијечке соколске жупе.

## Изглед Соколског дома
Здање сомборског Соколског дома саграђено је у стилу српско-византијске средњовековне архитектуре са декоративним елементима неоморавске школе и са основом у облику неправилног правоугаоника.
Дом је дуг 42,5 метра, а висок 22 метра. У средишњем делу зграде налази се израженији испад са два крила. У средишту испада увучен је троделан улаз који граде по два стуба са капителима, украшена орнаментским детаљима по угледу на старе српске задужбине. У приземљу улаза налазе се полукружна врата са два полукружна прозора, изнад којих је балкон од кованог гвожђа, са полукружним балконским вратима и два полукружна прозора. На полукружном забату изнад улаза налази се натпис Соколски дом, изнад кога се, на темену лука, налази фигура сокола раширених крила (натпис и фигура сокола, нису били уклоњени са зграде након Другог светског рата, али нису ни обнављани). Над средишњим делом дома налази се кубе, постављено на осмоугаоно постоље, које излази право из крова. Лево и десно крило испада имају по два уска прозора у приземљу и на спрату, а оба ова крила завршавају са по једним осмоугаоним кубетом на врху, нешто нижим од средишњег кубета. Фасада је украшена препознатљивим детаљима од жуте и црвене опеке, у облику двојних лукова.
Са стране улаза су се налазиле простране гардеробе, благајна и два ходника која су водила у велику и малу читаоницу као и стан домара. Улаз је водио право у осмоугаони атријум украшен великим стубовима од вештачког мермера, који се дизао до врха зграде. На првом спрату предњег дела зграде налазила се свечана одборска соба, као и велика музичка дворана, библиотека (овде је некад била смештена и Градска библиотека) и просторије просветне и дилетантске секције. Средину зграде чинила је велика дворана или главна вежбаоница, дуга 29, а широка 14 метара, са позорницом и балконом, а са њене леве и десне стране биле су две мање побочне дворане. У стражњем делу зграде налазиле су се просторије за смештај и чување справа, свлачионице и купатила, док је у дворишту било летње вежбалиште (на касније проширеном делу дворишта бетонирани су рукометни и кошаркашки терен, а иза стражњег дела Соколског дома налази се терен за мали фудбал). 
Објекат је сачувао све елементе оригиналног изгледа.

## Употеба и намена здања
Соколски дом у Сомбору је било место где су, осим спортских активности, одржавани концерти, изложбе, представе, свечаности, забаве, разни скупови, предавања итд.
Након Другог светског рата зграда Соколског дома преименована је у "Партизан", али је очувала своју првобитну намену. Велика сала је архитектонски преуређена, а бетонирани су нови терени поред Соколског дома, (између Музичке школе и Соколског дома).
Још деценијама  касније је ово здање  било средиште спортског живота у граду, све до изградње Градске хале "Мостонга", почетком седамдесетих година прошлог века.
У Соколском дому  су вежбале генерације сомборских гимнастичара, рвача, дизача тегова, мачевалаца, рукометаша и одбојкаша, а на његовим теренима игране су утакмице у кошарци, рукомету, одбојци и малом фудбалу.

## Соколски дом данас
Сомборски градски Спортски центар, од 1998. године носи име "Соко", а његовом седишту поново је враћен стари назив "Соколски дом". Здање дома детаљно је споља и изнутра обновљено током прве деценије овог века.
Објекат Соколског дома користи се за тренажне процесе и одржавање такмичења и утакмица спортских клубова, рекреацију грађана, наставу физичког васпитања и друге спортске активности. Такође, објекат се користи за организацију културних, музичких, забавних и самјских манифестација.
У објекту су смештене канцеларије управе Спортског центра "Соко" Сомбор, а своје канцеларије имају и Спортски савез града Сомбора, Рукометни савез града Сомбора, Удружење риболоваца и Општински и Подручни фудбалски савез.
У оквиру Соколског дома налази се:
- велика сала са бином (26 × 14 m)
- мала гимнастичка сала (8 × 8 m)
- сала за дизаче тегова (21 × 6 m)
- отворени терен за фудбал са вештачком травом (40 × 20 m)
- отворени бетонски терен за рукомет (40 × 20 m)
- отворени терен за кошарку са тартан подлогом (28 × 16 m)[5]

## Галерија
- Соколски дом; поглед на натпис изнад улаза и фигура сокола
- Соколски дом; предворје
- Соколски дом; поглед из предворја на његов спрат и таваницу